# 群体极化
在社會心理學中，群體極化（英語：Group polarization）是指一個群體做出比其成員最初傾向更極端的決定的傾向。如果個人的初始傾向是冒險的，那麼這些更極端的決定將導致更大的風險；如果個人的初始傾向是謹慎的，則這些更極端的決定將導致更大的謹慎。 該論述還認為，群體對某一情境的態度可能會發生變化，即個人最初的態度在群體討論後得到強化，這種現象稱為態度極化（英語：attitude polarization）。

## 概述
群體極化是社會心理學中的一個重要現象，在許多社會情境中都可以觀察到。例如，一群持溫和女性主義觀點的人在小組討論後往往表現出更高的支持女性主義的信念。 同樣，研究表明，在共同商議之後，模擬陪審團成員通常會決定懲罰性損害賠償金，這些賠償金要麼大於或小於任何陪審員在商議前所贊成的數額。 研究表明，當陪審團贊成相對較低的裁決時，討論會導致更寬鬆的結果，而如果陪審團傾向於施加嚴厲的懲罰，則討論會使結果更加嚴厲。 此外，在互聯網和社交媒體上可觀察到，即使一個群體不在一起，也會出現群體極化。只要一群人開始對這個話題持有相同的基本觀點，並持續進行一致的對話，就會出現群體極化。
研究表明，成熟的群體較少受此類影響，討論他們熟知的問題的群體也是如此。然而，在新成立的群體和新任務的情況下，群體極化可以對決策產生更深遠的影響。

## 態度極化
態度極化，也稱信念極化或極化效應等，是一種隨著各方對問題證據的考慮，分歧變得更加極端的現象。這是確認偏誤的影響之一：人們傾向於有選擇地搜索和解釋證據，以強化他們當前的信念或態度。 當人們遇到模棱兩可的證據時，這種偏見可能會導致他們每個人都將其解釋為支持他們現有的態度，從而擴大而不是縮小他們之間的分歧。
這種效果是在引發情緒的問題上觀察到的，例如政治“熱點”問題。 對於大多數問題，新證據不會產生兩極分化效應。 對於那些發現兩極分化的問題，僅僅考慮這個問題，而不考慮新的證據，就會產生效果。 社會比較過程也被用來解釋這種效果，這種效果因人們重複和驗證彼此的陳述而增加。 這種明顯的趨勢不僅引起心理學家的興趣，而且引起社會學家和哲學家的興趣。

## 研究案例
1979 年，Charles Lord、Lee Ross 和 Mark Lepper 進行了一項研究，他們選擇了兩組人，一組強烈贊成死刑，另一組強烈反對。研究人員最初測量了人們保持立場的力量。後來，支持和反對死刑的人被分成小組，展示兩張卡片中的一張，每張卡片上都寫著關於研究項目結果的陳述。例如：
Kroner 和 Phillips 比較了 14 個州採用死刑前一年和採用死刑後一年的謀殺率。在 14 個州中的 11 個州，謀殺率在採用死刑後有所降低。這項研究支持死刑的威懾作用。
或者：
Palmer 和 Crandall 比較了死刑法不同的 10 對相鄰州的謀殺率。在 10 對中的 8 對中，死刑所在州的謀殺率更高。這項研究反對死刑的威懾作用。
研究人員再次詢問了人們對死刑威懾作用的信念強度，這一次還詢問了他們研究對他們態度的影響。
在研究的下一階段，參與者會獲得更多關於他們收到的卡片上描述的研究的信息，包括研究的細節、對研究的批評以及研究人員對這些批評的回應。參與者對他們原來立場的承諾程度被重新測量，參與者被問及研究的質量和研究對他們信念的影響。最後，使用支持與他們最初看到的相反位置的卡片對所有參與者重新進行試驗。
研究人員發現，人們傾向於認為支持他們原始觀點的研究比不支持他們的研究進行得更好，也更有說服力。 無論他們最初持有哪種立場，人們在閱讀支持該立場的研究後往往更堅定地持有該立場。人們對支持他們當前立場的研究不那麼挑剔是合理的，但是當人們閱讀支持性證據時顯著增強他們的態度強度似乎不太合理。當人們既閱讀了支持他們觀點的研究又閱讀了不支持他們觀點的研究時，他們往往更傾向於保持原來的態度，且比他們收到該信息之前更強烈。這些結果應該在研究實施中的幾個問題的背景下理解，包括研究人員改變了變量結果的比例，因此不可能測量態度變化，以及使用主觀評估測量極化的態度變化，而不是直接衡量發生了多少變化。